# Advanced Force Operations
Advanced Force Operations (AFO) ist eine Bezeichnung des US-Verteidigungsministeriums für einen Einsatzverband aus militärischem Personal des 1st Special Forces Operational Detachment-Delta (1st SFOD-D), der United States Naval Special Warfare Development Group (NSWDG) und des United States Army Intelligence Support Activity (USAISA). Gebildet wurde der Begriff während des Krieges in Afghanistan (2001) und dem Irakkrieg (2003). Die Aufgabengebiete einer AFO umfassen unter anderem verdeckte Operationen, Informationsbeschaffung, sowie sogenannte „Direct Action-Operationen“ (kurzzeitige Kampfeinsätze in feindlichem Gebiet). Operation Anaconda wurde zu einem großen Teil durch AFO geplant, vorbereitet und durchgeführt.

## Doktrin und Auftrag
Laut General Michael S. Repass, der das AFO im Irakkrieg leitete und auch mit seiner Verwendung in Afghanistan vertraut war, führt das AFO vom Verteidigungsministerium genehmigte, geheime Militäreinsätze durch. Seine Missionen sind Teil der operativen Vorbereitung des Kampfraums (englisch: Operational Preparation of the Battlespace, kurz OPB) vor dem Beginn einer eigentlichen Militäroperation. Dabei handelt es sich um ein Konzept des US- und NATO-Militärs. Die OPB-Doktrin wird fast ausschließlich von Spezialeinheiten angewandt. OPB wird vom United States Special Operations Command definiert als „nicht-nachrichtendienstliche Aktivitäten, die in wahrscheinlichen oder potenziellen Einsatzgebieten durchgeführt wurden, um nachfolgende Militäreinsätze zu trainieren und vorzubereiten“.